# Пененко, Владимир Викторович
Владимир Викторович Пененко — российский учёный в области вычислительной математики, доктор физико-математических наук, профессор.
Родился 7 ноября 1938 г. в с. Владиславка Мироновского района Киевской области. Окончил механико-математический факультет Киевского государственного университета по специальности «Математика» (1960) и аспирантуру Физико-энергетического института (ФЭИ) (1966).
В 1960—1964 гг. инженер ФЭИ (Обнинск) и по совместительству — преподаватель в Обнинском филиале МИФИ.
С 1964 г. работает в Вычислительном центре (с 1997 г. Институт вычислительной математики и математической физики) Сибирского отделения АН СССР (РАН): младший научный сотрудник, ведущий конструктор (с 1965), зав. лабораториями и отделами (1967—1980), зам. директора по науке (1980—1990), с 1998 г. зав. лабораторией математического моделирования гидродинамических процессов в природной среде.
С 1965 г. по совместительству преподаёт и ведёт научную работу в Новосибирском государственном университете: ассистент  и старший преподаватель на кафедрах вычислительной математики и вычислительных методов в динамической метеорологии, доцент (1971), профессор (1978) кафедры вычислительных методов в геофизике.
Ученые степени:
- кандидат физико-математических наук, тема диссертации «Об алгоритмах и системе программирования задач расчета двумерных ядерных реакторов и некоторых задач теории переноса» (1966);
- доктор физико-математических наук, тема диссертации «Вычислительные аспекты в задачах математического моделирования атмосферных процессов» (1977).

Учёные звания:
- доцент по кафедре вычислительных методов в динамической метеорологии (1974);
- старший научный сотрудник по специальности «Вычислительная математика» (1978);
- профессор по кафедре вычислительных методов в геофизике (1981).

Лауреат Премии Совета Министров СССР (1988).
Автор более 300 научных работ.
Сочинения:
- Вычислительные аспекты моделирования динамики атмосферных процессов и оценки влияния различных факторов на динамику атмосферы // Некоторые проблемы вычисли- тельной и прикладной математики. Новосибирск, 1975. С. 61-76.
- Методы численного моделирования атмосферных процессов. Л., 1981. 352 с.
- Методы математического моделирования в гидродинамических задачах окружающей среды. Новосибирск, 1983. 168 с. (ред.)
- Модели и методы в задачах окружающей среды. Новосибирск, 1985. 256 с. (в соавт.)
- Численные методы в задачах физики атмосферы и охраны окружающей среды. Новосибирск, 1985. 170 с. (ред.)
- Нормализация атмосферы карьеров. Л., 1986. 320 с. (в соавт.)
- Развитие вариационного подхода для прямых и обратных задач гидротермодинамики и химии атмосферы // Изв. РАН. Физика атмосферы и океана. 2015. Т. 51, № 3. С. 358—367. (в соавт.)
- Variational approach and Euler’s integrating factors for environmental studies // Computers and Mathematics with Applications. 2014. Vol. 67, No. 12. P. 2240—2256. (в соавт.)